# Большие Варанды
Большие Варанды (чечен. Лакха-Варанда) — село в Шатойском районе Чеченской Республики. Административный центр Больше-Варандинского сельского поселения.

## География
Село расположено на левом берегу реки Сюжи, чуть выше её впадения в Аргун, в 4 кмк северо-западу от районного центра Шатой.
Ближайшие населённые пункты: на юге — село Хаккой, на юго-западе — село Сюжи, на северо-востоке — село Зоны, на западе — село Харсеной.

## История
В 1944 году, после депортации чеченцев и ликвидации ЧИ АССР, селение Большие Варанды было переименовано в Аварское и заселено выходцами из соседнего Дагестана. После восстановления ЧИ АССР в 1957 году, населённому пункту было возвращено его прежнее название Большие Варанды, а аварцы переселены обратно в Дагестан.

## Образование
- Больше-Варандинская муниципальная средняя общеобразовательная школа[4].

## Известные уроженцы
- Абдурахманов, Тумсо Умалатович (род. 1985) — чеченский диссидент, правозащитник, общественный деятель, блогер.